# Caso Glico Morinaga

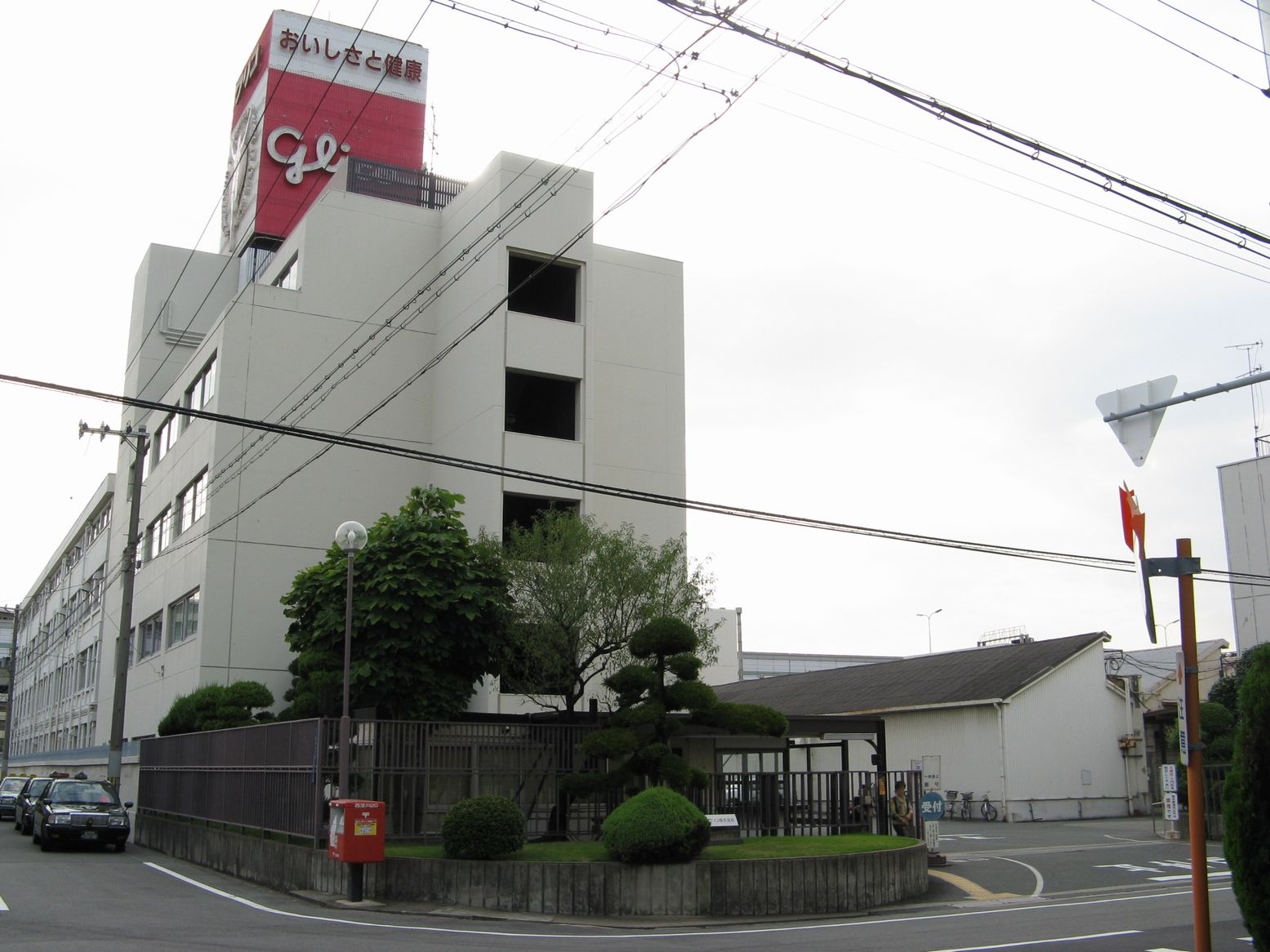
Sede da Ezaki Glico, em Osaka, Japão.

O Caso Glico-Morinaga foi um famoso caso de extorsão ocorrido no Japão em 1984 que não foi resolvido, cuja vítimas foram os donos das empresas Ezaki Glico e Morinaga. Passaram-se 17 meses desde o sequestro do presidente da Glico até o último contato feito pelo suspeito, uma pessoa ou um grupo que se auto-denominava "O Monstro com 21 faces.
O caso chamou a atenção da mídia internacional, levantando questionamentos sobre a imagem de segurança da sociedade japonesa.